# Antimonov triklorid
Antimonov triklorid (SbCl3) je mehka, jedka kemična snov, ki je okolju nevarna.
Snov reagira z vodo. Vdihavanje, zaužitje ali stik kože s snovjo povzroči hude poškodbe ali smrt.

## Kemijske lastnosti
SbCl3 je snov sestavljena iz Sb ANTIMONA in Cl KLORA . 
Antimon je v trdem agregatnem stanju, nahaja se v naravi in sicer skoraj vedno kemijsko vezan večinoma na svinčeve, bakrove in srebrove rude. Pridobivajo ga z metalurškimi posegi iz sulfidnih rud; ruda se tali v loncu v plamenski peči).
Klor je v plinastem agregatnem stanju, nahaja se v naravi, glavni viri klora so minerali silvin, kamena sol in karnalit.
Pripravljajo ga v laboratorijih z oksidacijo koncentrirane klorovodikove kisline s kalijevim manganatom, z oksidacijo natrijevega klorida v koncentrirani žveplovi kislini z manganovim oksidom. V kemijski industriji pa klor pridobivajo z elektrolizo.

## Fizikalne in kemijske lastnosti
Snov je strupena: vdihavanje, zaužitje ali stik kože s snovjo povzroči hude poškodbe ali smrt.
Pri reakciji z vodo ali vlago se sproščajo strupeni, jedki ali vnetljivi plini.
Pri reakciji z vodo lahko pride do segrevanja, kar poveča koncentracijo dima v zraku.
Pri požaru nastajajo dražilni, jedki in/ali strupeni plini.
Širjenje požara ali odtekanje vode za gašenje povzročata jedko in/ali strupeno reakcijo in s tem onesnaženje.
Antimonov triklorid je v trdnem agregatnem stanju. Snov je brezbarvna in kiselkasta.

## Obstojnost in reaktivnost
Snov ne sme biti v mokrem oziroma vlažnem prostoru.
Snov je obstojna v suhem, hladnem in dobro zračenem prostoru.

## Odstranjevanje
Odstranjevanje snovi je odvisno od podlage na kateri je snov. 
Če je snov na telesu, jo je možno odstraniti z vodo. Vodo po delu telesa polivamo tudi nekaj časa po tem, ko smo snov sprali.
Če je snov na gladki površini, jo odstranimo s suhim peskom ali prahom, na ostalih površinah snov prekrijemo z gasilno peno, nato  poberemo z orodjem, ki ne povzroča iskrena ter snov shranimo za kasnejšo oskrbo.